# Tropinon reduktaza
Tropinon reduktaza (EC 1.1.1.236, tropinon reduktaza (formira psi-tropin), tropinon reduktaza (formira pseudotropin), tropinon reduktaza (ambiguous), TR-II) je enzim sa sistematskim imenom pseudotropin:NADP+ 3-oksidoreduktaza. Ovaj enzim katalizuje sledeću hemijsku reakciju
pseudotropin + NADP+ {\displaystyle \rightleftharpoons } tropinon + NADPH + H+
Ovaj enzim zajedno sa EC 1.1.1.206, tropinskom dehidrogenazom, predstavlja tačku granaja u metabolizmu tropanskih alkaloida.  Tropin (produkt enzima EC 1.1.1.206) se inkorporira u hioscijamin i skopolamin, dok je pseudotropin (product enzima EC 1.1.1.236) prvi specifični metabolit na putu do kalistegina. Oba enzima su uvek prisutna u vrstama koje proizvode tropanske alkaloide. Oni imaju zajednički supstrat, tropinon, i strogo su stereospecifični.

## Literatura
- Nicholas C. Price; Lewis Stevens (1999). Fundamentals of Enzymology: The Cell and Molecular Biology of Catalytic Proteins (Third изд.). USA: Oxford University Press. ISBN 019850229X.
- Eric J. Toone (2006). Advances in Enzymology and Related Areas of Molecular Biology, Protein Evolution (Volume 75 изд.). Wiley-Interscience. ISBN 0471205036.
- Branden C; Tooze J. Introduction to Protein Structure. New York, NY: Garland Publishing. ISBN 0-8153-2305-0.
- Irwin H. Segel. Enzyme Kinetics: Behavior and Analysis of Rapid Equilibrium and Steady-State Enzyme Systems (Book 44 изд.). Wiley Classics Library. ISBN 0471303097.
- William P. Jencks (1987). Catalysis in Chemistry and Enzymology. Dover Publications. ISBN 0486654605.

## Spoljašnje veze
- Tropinone+reductase+II на 